# Хосе Ферер
Хосе Ферер (шп. José Ferrer, енгл. José Ferrer&nbsp;/ Jose Ferrer) био је порториканско-амерички глумац рођен 8. јануара 1912. године у Сан Хуану (Порторико), а преминуо 26. јануара 1992. годуне у Корал Гејблсу (Флорида). Године 1950. награђен је Оскаром за главну улогу у филму Сирано де Бержерак.